# Serhij Braha
Serhij Mychajłowycz Braha, ukr. Сергій Михайлович Брага, ros. Сергей Михайлович Брага - Siergiej Michajłowicz Braga (ur. 28 września 1970 w Dnieprodzierżyńsku) – ukraiński hokeista. Trener hokejowy.

## Kariera zawodnicza
- Sokił Kijów (-1994)
- BTH Bydgoszcz (1994-1995)
- HK Smiła (2001-2002)
- Meteor Dniepropietrowsk (2002-2004)
- Dniprowśki Wowky Dniepropetrowsk (2004-2008)[1]
- Prydniprowsk Dniepropietrowsk (2008-2009)
- HK Dnieprotechserwys (2009-2010)[2][3]
- HK Odessa (2011)
- HK Krzemieńczuk (2011-2012)[4][5]
- Prometej Dnieprodzierżyńsk (2012)[6]
- HK Łegion (2012-2013)[7]

Wychowanek klubu Chymyk w Dnieprodzierżyńsku. Występował w klubach ukraińskich, a ponadto w polskiej lidze w sezonie 1994/1995 w barwach klubu z Bydgoszczy.

## Kariera trenerska
Został trenerem. Szkolił w klubach: w 2007-2008 Dnieprowskyje Wołczata-93, w 2011 Dniprowśki Wowky, w 2013 szkolił zespół młodzieżowy rocznika 2004 klubu HK Prydniprowsk.